# Protostela

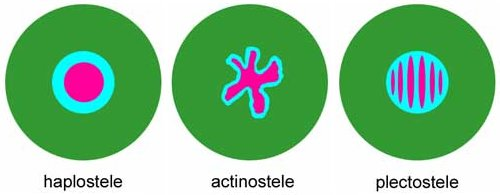
Główne rodzaje protosteli

Protostela – rodzaj walca osiowego (steli), występującego u prymitywnych roślin naczyniowych. W protosteli centralną część w całości zajmuje drewno otoczone cylindrem łyka. Brakuje rdzenia charakterystycznego dla innych, ewolucyjnie późniejszych typów steli (np. syfonosteli i diktiosteli). Protostelę spotyka się u kopalnych roślin naczyniowych (np. ryniofitów), u roślin współczesnych zaś u widłaków oraz przedstawicieli monilofitów (dawniej łączonych w jeden takson nazywany paprotnikami). U wszystkich współczesnych paprotników protostela wykształca się w dolnych częściach pędu, podczas gdy w później rozwijających się, wyższych częściach pędu w środku walca osiowego rozwija się zwykle tkanka miękiszowa, tworząc syfonostelę.

## Rodzaje protosteli
HaplostelaProtostela, u której centralna kolumna drewna jest otoczona łykiem (np. prymitywne paprotniki). Podobny typ protosteli występuje u mchów i wątrobowców, a układ ją przypominający także u tkankowych glonów. W niektórych źródłach tylko ten typ walca osiowego uznawany jest za protostelę.
Aktynostela (aktinostela)Protostela, u której wiązki przewodzące mają gwiaździsty kształt. Drewno jest centralnie położone, tworząc ku obwodowi krawędzie, w których znajduje się łyko. Występuje np. w pierwotnej budowie korzeni większości okrytonasiennych lub w łodygach pierwotnych paprotników, np. psylotowych. U tych ostatnich wykształca się zresztą specyficzna aktynostela z rdzeniem sklerenchymatycznym.
PlektostelaProtostela, u której drewno tworzy płytkowate pasma, otoczone oddzielającym je łykiem. Występuje np. u widłaków.

## Ewolucja
Zgodnie z teorią telomową van Tieghema protostela występująca u pierwotnych roślin telomowych uległa w wyniku ewolucji różnokierunkowym przemianom. Z najbardziej pierwotnej postaci – haplosteli powstała aktynostela i następnie plektostela (uznawane jeszcze za protostele) oraz w odrębniej linii ewolucyjnej – syfonostele i diktiostele.